# Metropolia Puerto Montt
Metropolia Puerto Montt – metropolia rzymskokatolicka w Chile utworzona 10 maja 1963 roku.

## Diecezje wchodzące w skład metropolii
- Archidiecezja Puerto Montt
  - Diecezja Osorno
  - Diecezja Punta Arenas
  - Diecezja Ancud

## Biskupi
- Metropolita: abp Fernando Ramos (od 2019) (Puerto Montt)
- Sufragan: wakat (od 2018) (Osorno)
- Sufragan: bp Bernardo Bastres Florence SDB (od 2006) (Punta Arenas)
- Sufragan: bp Juan María Agurto Muñoz OSM (od 2005) (Ancud)

## Główne świątynie metropolii
- Katedra Matki Boskiej Karmelitańskiej w Puerto Montt
- Katedra El Sagrario w Ancud
- Katedra św. Macieja Apostoła w Osorno
- Katedra Najświętszego Serca w Punta Arenas